# Дружба — это чудо
«Дружба — это чудо» (англ. My Little Pony: Friendship is Magic, неофициально сокращённо MLP:FiM) — канадско-американский детский анимационный мультсериал, созданный Лорен Фауст для компании Hasbro. Серия основана на линии игрушек и анимационных произведений Hasbro My Little Pony и часто упоминается коллекционерами как четвёртое поколение («G4») франшизы. Премьера сериала состоялась 10 октября 2010 года на кабельном канале The Hub (который был переименован в Discovery Family в конце 2014 года) и завершилась 12 октября 2019 года. Hasbro выбрала аниматора Лорен Фауст в качестве креативного директора и исполнительного продюсера шоу. Фауст стремилась бросить вызов сложившейся природе существующей линии My Little Pony, создав более глубоких персонажей и приключений; оставила сериал во время второго сезона, была заменена Меган МакКарти как шоураннер для оставшейся части сериала.
Сериал следует за пони единорогом (позже аликорном) по имени Сумеречная Искорка, поскольку её наставник принцесса Селестия отправляет её в Понивилль, чтобы она узнала о дружбе. Искорка и её помощник-дракон Спайк становятся близкими друзьями с пятью другими пони: Эпплджек, Рарити, Флаттершай, Радуга Дэш и Пинки Пай. Каждый из пони представляет различные аспекты дружбы, и Искорка обнаруживает себя в качестве ключевой части магических артефактов, известных как «Элементы Гармонии». Пони помогают другим обитателям в Эквестрии, решая проблемы, возникающие в их дружбе.
6 октября 2017 года был выпущен полнометражный экранизационный фильм, основанный на телесериале: «My Little Pony в кино». Спин-офф франшиза «Девочки из Эквестрии» была запущена в 2013 году. Первые два фильма, «Девочки из Эквестрии» и «Радужный рок», были показаны в некоторых кинотеатрах, после чего транслировались по телевидению и выпускались на физических носителям.
Спин-офф сериала под названием My Little Pony: Pony Life начался в 2020 году на Discovery Family с теми же персонажами и актёрами озвучивания, но с новым стилем анимации.

## История создания

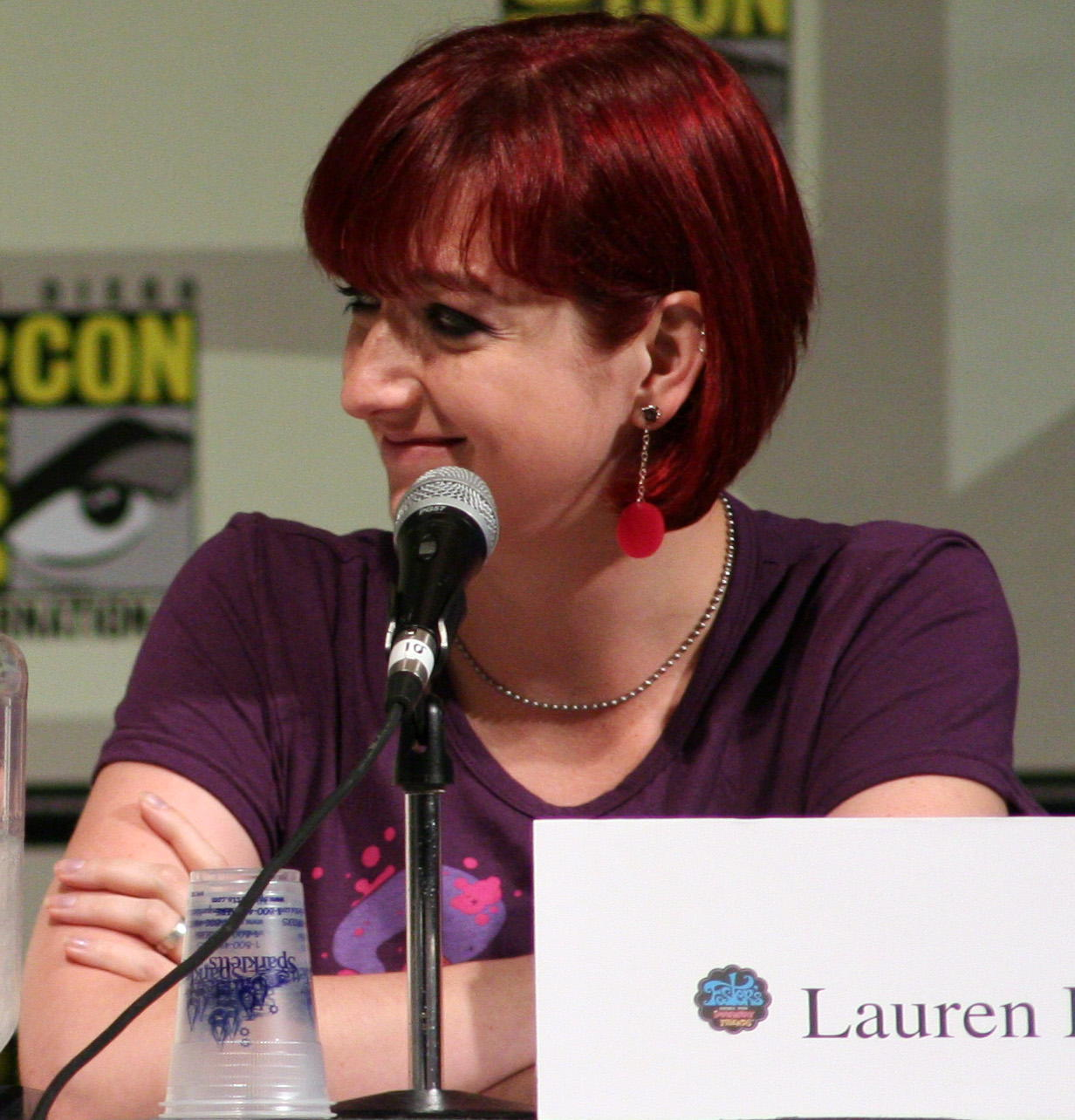
Лорен Фауст — создатель мультсериала

My Little Pony — это медиафраншиза, которая принадлежит американской корпорации Hasbro и направлена на девочек дошкольного и младшего школьного возрастов. Она берёт начало от линии пластиковых кукол пони, которые были разработаны Бонни Захерле и выпускаются корпорацией с 1983 года. Дизайн игрушек пересматривался по меньшей мере четыре раза с учётом актуальных требований рынка, через что коллекционеры выделяют четыре поколения игрушек (условно обозначены как G1, G2, G3, G3,5, G4) и связанной с ними медиапродукции. Кроме собственно кукол, до первых трёх поколений принадлежат несколько мультсериалов 80-90-х годов, а также короткометражных и полнометражных анимационных direct-to-video-фильмов. Эти медиаадаптации создавались уже существующих линий игрушек и служили рекламой для них. В мае 2009 года корпорацией Hasbro было приобретено 50 % акций телеканала Discovery Kids, Discovery Communications оставались ответственными по продаже рекламы и дистрибуции, а наполнение телеканала легло на плечи Hasbro. Общий канал в конце концов был запущен полтора года, 10 октября 2010 г., под названием The Hub (1 июня 2013 года переименован на Hub Network, с 13 октября 2014 года — на Discovery Family). Ради наполнения будущего телеканала было решено придать «новое дыхание» некоторым старым франшизам, находящихся в собственности Hasbro, включая My Little Pony.
В это время сценарист и аниматор Лорен Фауст, известной своим участием в таких мультсериалах, как «Суперкрошки» и «Фостер: Дом для друзей из мира фантазий», пыталась продать собственный кукольный бренд Galaxy Girls для создания по нему анимационного шоу. Телеканалы и студии постоянно отказывали Лорен, потому что мультфильмы для девушек считались неуспешными. Когда Лорен обратилась к Hasbro, последние, взамен, предложили ей взглянуть на некоторые из последних анимационных работ My Little Pony и порекомендовать, что с этим можно сделать.
Таким образом, Лорен была нанята создать «pitch bible» для нового шоу. Сначала Фауст отнеслась к работе скептически, потому что, по её мнению, сериалы, основанные на линиях девчачьих игрушек, были обычно скучными, а персонажи — настолько шаблонно-идеальными, что юным зрительницам трудно себя с ними отождествить. Будучи убеждённой феминисткой, Лорен стремилась разрушить стереотип, что мультфильмы для девочек — низкокачественные и неинтересные, поэтому работу над My Little Pony она восприняла как возможность создать качественный девичий развлекательный продукт. По мнению Лорен, «девушки любят истории с настоящим конфликтом, девушки достаточно сообразительны, чтобы понимать сложные сюжеты, девушек не так легко испугать, как все привыкли считать». Работая над «pitch bible», Фауст сразу сделала акцент на том, что сюжеты должны быть не примитивными, а персонажи — знакомыми, но в то же время разными, иметь свои преимущества и слабости, а не быть «армией одинаковых милых девочек или армией одинаковых королев красоты, как их обычно изображают в других шоу для девушек».
Hasbro не возражала против новаторства, поскольку предложенные Фауст идеи хорошо вписывались в концепцию нового телеканала как семейного; так Лорен не была ограничена в своём творчестве. Далее требования корпорации будут сводиться только к наличию определённых маркетинговых элементов — например, одна из героинь должна быть связана с модой, в мультсериале должна быть школа, магазин одежды и тому подобное. Перед утверждением планировалось, что эпизоды будут иметь продолжительность 11 минут, согласно которой Фауст подготовила свой первый сценарий — «Приглашение на бал» (англ. The Ticket Master), — однако затем она настояла на традиционных 22-минутных эпизодах. Через год подготовки «pitch bible» и презентации короткого 2-минутного отрывка корпорация утвердила Лорен Фауст как исполнительного продюсера.
Фауст собрала команду из многих людей, с которыми она работала ранее: Пола Рудиша, Роба Рензетти, сценариста М. А. Ларсона, Эми Китинг Роджерс, Меган Маккарти, Шарлотту Фуллертон, Синди Морроу и других. Выбор анимационной студии остановился на Studio B Productions (в сентябре 2010 года стала частью DHX Studio и была переименована на DHX Studio Vancouver), поскольку у неё имелся значительный опыт работы с flash-анимацией животных. Между студией и Фауст было согласовано, что режиссёрами будут Джейсон Тиссен и Джеймс Вуттон. Сценарии эпизодов создавались в Hasbro Studios (Лос-Анджелес), после чего аниматоры Studio B Productions (Ванкувер) занимались подготовкой материалов к анимации: раскадровывали сценарии и рисовали героев, их ключевые позы, фон и другие основные элементы, которые студия отправляла на утверждение обратно. Когда подготовительные работы были завершены, материалы направлялись на анимацию — сначала этот этап выполняла Studio B Productions, а с конца первого сезона — филиппинская студия Top Draw Animation. Лорен Фауст и Джейсон Тиссен принимали участие в подборе актёров озвучивания, а все работы по звукозаписи осуществлялись компанией Voicebox Productions. Музыкальное оформление доверили Уильяму Кевину Андерсону, а автором песен стал Дэниэл Ингрэм.
Премьера мультсериала состоялась 10 октября 2010 года вместе с запуском телеканала The Hub. Второй сезон демонстрировался в 2011—2012 гг. и стартовал примерно с 339 тыс. зрителей, а последние эпизоды этого сезона поставили рекорд телесети — 1 032 400 зрителей. После окончания первого сезона Лорен Фауст объявила, что покидает шоу. Во втором сезоне её роль сокращается до консультирующего продюсера, а с третьего исчезает вообще.

## Мир мультсериала
В мире ничего не происходит само собой: за смену дня и ночи отвечают сёстры аликорны принцесса Селестия и принцесса Луна. Пегасы управляют погодой: на фабрике в их городе производятся облака и тучи, радуги и снег. Они также контролируют небо в крупных поселениях, при необходимости изменяя его. Времена года сменяются магией или коллективным трудом, в зависимости от традиций поселения и наличия опытных магов.
По словам Фауст, все виды пони обладают магией, просто единороги могут лучше её контролировать. Именно с помощью магии земные пони общаются с природой, а пегасы ходят по облакам.
Когда пони взрослеют, они получают «знаки отличия» (англ. cutie mark; милая метка) — метки на крупе, показывающие их особый талант или предназначение в жизни.

### Страны и территории
События «Дружба — это чудо» разворачиваются в вымышленных странах: Эквестрия, Кристальная империя, Як-Якистан, Королевство грифонов, Сиквестрия, Королевство оборотней. И территории: Хаосвиль, Тартар.

#### Эквестрия
Эквестрия (от англ. equestrian — связанный с верховой ездой, опосредованно от лат. equus — лошадь). Населена пони. Помимо них есть и другие разумные копытные (коровы, зебры, буйволы, минотавры) и фантастические существа (драконы, грифоны, мантикоры, и др.), а также простые животные: белки, зайцы, медведи, совы, собаки, кошки и т. д.
Правительницы: принцессы Селестия и Луна.

##### Вечнозелёный лес
Вечнозелёный лес (англ. Everfree forest; Вечносвободный или Вечнодикий). В нём всё меняется и растёт само. Считается среди пони жутким местом из-за населяющих его животных. Животные: мантикоры, древесные волки, кокатрис, медведи.
Места: избушка Зекоры, замок Двух сестёр, Дерево гармонии, Зеркальный пруд.

##### Города
Кантерлот — столица Эквестрии и дом принцесс Селестия и Луны. Достопримечательности: вокзал, школа для одарённых единорогов, лабиринт, обсерватория старой библиотеки, замок и крыло Свирла Бородатого.
Праздники: бал Гала-концерт. Мероприятия: вечеринка в саду, скачки Чудо-молний.
Понивиль находится у Кантерлотской горы и Вечнозелёного леса. Основан земными пони, в частности семьёй Пай. В нём проживают пони, пегасы, единороги, один аликорн и дракон, ослы. Достопримечательности: бутик Карусель, замок Сумеречной Искорки, Сахарный дворец, ферма Сладкое яблоко.
Праздники: Последний день зимы, Ночь кошмаров.
Клаудсдейл стоит и построен из облаков, может перемешаться. Места: фабрика радуги и погоды, стадион, академия Чудо-молний.
Мэйнхэттен — огромный мегаполис. Достопримечательности: статуя Пони-свободы, улица Театров Брайдлвей.

##### Виды

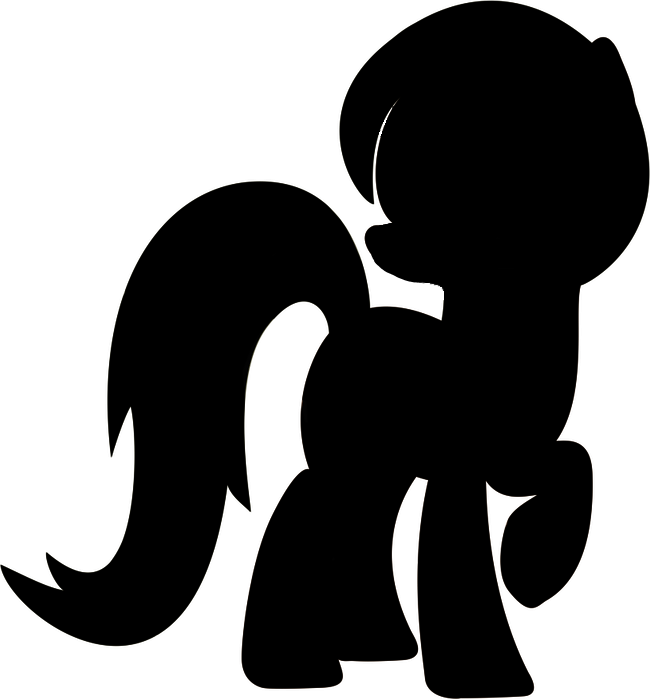
Силуэт некой земной пони женского пола

Всех населяющих Эквестрию пони можно разделить на несколько видов:
- Земные пони — самые простые. Они очень трудолюбивы и гораздо ближе к природе, чем остальные. В основном занимаются сельским хозяйством.
- Пегасы — пони, обладающие оперёнными крыльями. Умеют летать и ходить по облакам. Их призвание — управление погодой.
- Единороги — пони, наделённые магическим рогом, позволяющим творить заклинания. С рождения обладают телекинезом, но также могут изучить и другие виды магии. Чаще всего заняты в профессиях, требующих тонкого обращения.
- Аликорны — единственные в своём роде: имеют и крылья, и рог. Объединяют качества всех видов пони, также обладают уникальными, мистическими способностями. В начале сериала предполагалось только два представителя данного вида, а к концу их пять: принцесса Селестия, принцесса Луна, принцесса Каденс, принцесса Сумеречная Искорка и Флурри Харт.

#### Кристальная империя
Населена кристальными пони. Известна своей богатой истории и культурой. Животные: овцы.
Правители: принцесса Каденс и её муж принц Шайнинг Армор.
Места: Королевская библиотека, вокзал, замок.

## Сюжет
Главная героиня — единорог (позже — аликорн) по имени Сумеречная Искорка (англ. Twilight Sparkle), которая целые дни проводит за книгами, не уделяя ни минуты общению с другими пони. Её наставница принцесса Селестия, видя, что любимая ученица зарылась в учёбу с головой, даёт ей задание — найти настоящих друзей. Героиня и её помощник дракончик Спайк отправляются в Понивиль, где встречают преданную друзьям Радугу Дэш, щедрую Рарити, честную Эпплджек, добрую Флаттершай и всегда весёлую Пинки Пай. Вместе они оказываются в различных ситуациях, помогают друг другу и окружающим решить их проблемы (хотя иногда сами создают их), знакомятся с жителями и уголками Эквестрии, изредка ссорятся по пустякам, но непременно мирятся. Каждый раз, когда Искорка узнаёт что-то новое о дружбе, она сообщает об этом в письмах к Селестии, однако в момент её становления принцессой такая необходимость отпала, и она со своими подругами стала вести дневник.

## Персонажи
| Основной актёрский состав | Основной актёрский состав     | Основной актёрский состав      | Основной актёрский состав                    | Основной актёрский состав     | Основной актёрский состав            | Основной актёрский состав                   | Основной актёрский состав | Основной актёрский состав |
| ------------------------- | ----------------------------- | ------------------------------ | -------------------------------------------- | ----------------------------- | ------------------------------------ | ------------------------------------------- | ------------------------- | ------------------------- |
| Тара Стронг               | Эшли Болл                     | Андреа Либман                  | Табита Сен-Жермен                            | Кэти Уэслак                   | Николь Оливер                        | Мишель Кребер                               | Мадлен Питерс             | Клэр Корлетт              |
| Тара Стронг               | Эшли Болл                     | Андреа Либман                  | Табита Сен-Жермен                            | Кэти Уэслак                   | Николь Оливер                        | Мишель Кребер                               | Мадлен Питерс             | Клер Корлетт              |
| Сумеречная Искорка        | Эпплджек, Радуга Дэш и другие | Пинки Пай, Флаттершай и другие | Рарити, Принцесса Луна, Бабуля Смит и другие | Спайк, Мэр Понивилля и другие | Принцесса Селестия, Черайли и другие | Эппл Блум, Крошка Белль (песни, сезоны 1-3) | Скуталу                   | Крошка Белль              |

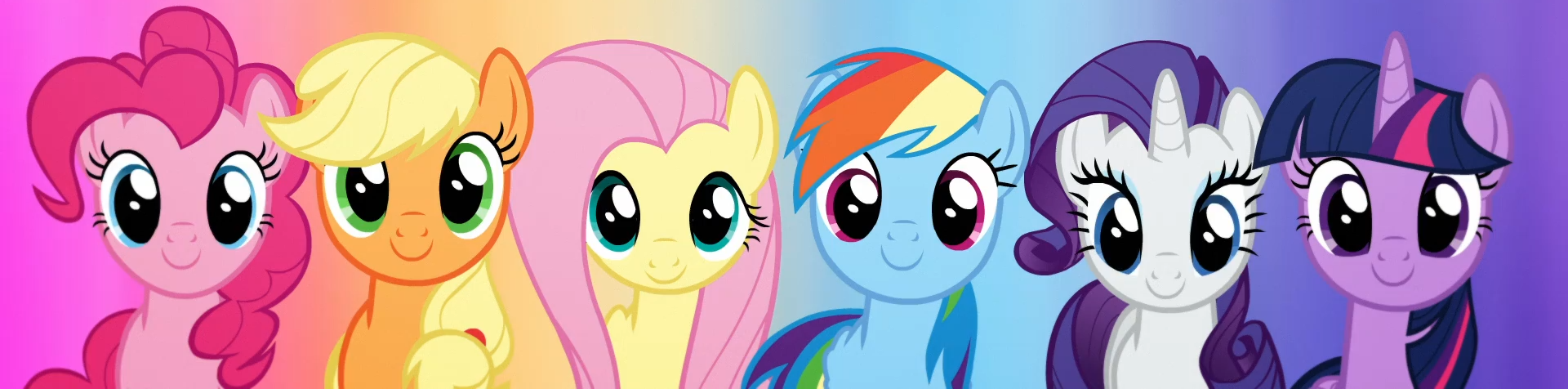
Главные персонажи. Слева направо: Пинки Пай, Эпплджек, Флаттершай, Радуга Дэш, Рарити и Сумеречная Искорка.

Сюжет мультсериала строится вокруг приключений и повседневной жизни пони-единорога Сумеречной Искорки (англ. Twilight Sparkle; Твайлайт Спаркл) — принцессы-аликорна сиреневого цвета, с гривой синего цвета и розово-фиолетовыми полосками. Питомец: сова Совелий. Воплощение Элемента гармонии: магия. В прошлом единорог и ученица принцессы Селестии, училась в школе для одарённых единорогов. Озвучивает Тара Стронг (в русской версии — Ольга Голованова).
Также главными действующими лицами сериала являются ассистент Искорки — маленький дракон по имени Спайк (англ. Spike; озвучивает Кэти Уэслак, в русской версии — Ольга Шорохова) — и её друзья в Понивилле, среди которых:
- Радуга Дэш[i](англ. Rainbow Dash; Рэйнбоу Дэш) — пегас-сорвиголова, контролирующая погоду в Понивилле. Питомец: черепаха Тэнк. Воплощение Элемента гармонии: верность[~ 1].

Озвучивает Эшли Болл. В русской версии озвучивает Лина Иванова (с 5-го сезона), Елена Чебатуркина (1—4 сезоны).
- Рарити (англ. Rarity; Рэрити) — модная и обаятельная и щедрая пони-единорог с талантом дизайнера. Питомец: кошка Опалесенс. У неё есть младшая сестра Крошка Бель (Свити Белль). Воплощение Элемента гармонии: щедрость[~ 1].

Озвучивает Табита Сен-Жермен, песни исполняет Кадзуми Эванс. В русской версии озвучивает Дарья Фролова (со 2-го сезона), Ольга Зверева (1-й сезон).
- Флаттершай (англ. Fluttershy) — застенчивая и мягкая пони-пегас, которая очень любит животных. Питомец: кролик Энджел. Воплощение Элемента гармонии: доброта[~ 1].

Озвучивает Андреа Либман. В русской версии озвучивает Ольга Голованова.
- Пинки Пай (англ. Pinkamina Diane "Pinkie" Pie; полное имя Пинкамина Диана Пай) — гиперактивная пони, обожающая устраивать вечеринки. Питомец: крокодил Гамми. У неё есть старшая сестра Мод Пай. Воплощение Элемента гармонии: смех[~ 1].

Озвучивает Андреа Либман, песни исполняет Шеннон Чан-Кент. В русской версии озвучивает Лина Иванова (с 5-го сезона), Елена Чебатуркина (1—4 сезоны).
- Эпплджек (англ. Applejack) — надёжная, трудолюбивая пони с яблочной фермы на окраине Понивилля. Питомец: собака Вайнона. Живёт со старшим братом Большим Маки, младшей сестрой Эппл Блум и бабушкой по отцовской линии — Бабулей Смит. Воплощение Элемента гармонии: честность[~ 1].

Озвучивает Эшли Болл. В русской версии озвучивает Ольга Шорохова (с 4-го сезона), Лариса Брохман (1—3 сезоны).
Также в мультсериале присутствует большое количество второстепенных и фоновых персонажей.

## Список серий
| Сезон | Сезон | Количество эпизодов | Период вещания   | Период вещания  | Период вещания  | Период вещания   |
| Сезон | Сезон | Количество эпизодов | Оригинал         | Оригинал        | В России        | В России         |
| Сезон | Сезон | Количество эпизодов | Начало сезона    | Финал сезона    | Начало сезона   | Финал сезона     |
| ----- | ----- | ------------------- | ---------------- | --------------- | --------------- | ---------------- |
|       | 1     | 26                  | 10 октября 2010  | 6 мая 2011      | 2 января 2012   | 6 февраля 2012   |
|       | 2     | 26                  | 17 сентября 2011 | 21 апреля 2012  | 1 января 2013   | 30 января 2013   |
|       | 3     | 13                  | 10 ноября 2012   | 16 февраля 2013 | 11 декабря 2013 | 27 декабря 2013  |
|       | 4     | 26                  | 23 ноября 2013   | 10 мая 2014     | 2 сентября 2015 | 18 сентября 2015 |
|       | 5     | 26                  | 4 апреля 2015    | 28 ноября 2015  | 4 апреля 2016   | 20 апреля 2016   |
|       | 6     | 26                  | 26 марта 2016    | 22 октября 2016 | 2 января 2017   | 14 января 2017   |
|       | 7     | 26                  | 15 апреля 2017   | 28 октября 2017 | 1 сентября 2017 | 5 ноября 2017    |
|       | 8     | 26                  | 24 марта 2018    | 13 октября 2018 | 3 сентября 2018 | 21 сентября 2018 |
|       | 9     | 26                  | 6 апреля 2019    | 12 октября 2019 | 26 августа 2019 | 26 декабря 2019  |

## Популярность
Хотя сериал изначально предназначался для детского просмотра, он стал интернет-мемом и приобрёл популярность среди зрителей от 15 до 35 лет.
Сами фаны называют себя брони (англ. brony от «bro» и «pony»). Телеканал Hub Network в своём проморолике «Equestria Girls» признал слово «брони». Брони позиционируют себя как отдельное направление фанатов сериала.

### Фэндом
Бро́ни (англ. Brony — слияние слов англ. brother — брат и англ. pony — пони, во мн. ч. англ. Bronies) — фэндом поклонников сериала «My Little Pony: Friendship is Magic»

## Показ на русском языке
С 2012 года мультсериал стал транслироваться на телеканале «Карусель» (принадлежит «Первому каналу» и ВГТРК). Дубляж 1-4 сезонов был сделан на студии «Greb&Creative» по заказу компании «Первый канал. Всемирная сеть». С пятого сезона русском дубляжом занимается студия «СВ-Дубль» по заказу ВГТРК.
По заявлению канала: «В работе над созданием русской версии мультсериала были учтены как фонетические, лексико-фразеологические особенности перевода, так и рекомендации методистов и психологов телеканала „Карусель“». Мультсериал рекомендован для семейного просмотра.
В 2012 году мультсериал занял 3-е место в списке наиболее популярных лицензионных сериалов, транслировавшиеся на телеканале «Карусель».
С 2014 года мультсериал также начали транслировать на телеканале «TiJi», дубляж по лицензии телеканала «Карусель».

## Рейтинг
Сериал первоначально со средней аудиторией в 1,4 млн вырос до 4 миллионов к концу первого сезона, так как вызывал интерес со стороны старших зрителей, что делает его самым популярным среди других продуктов от Hasbro за всё время. По утверждению Advertising Age аудитория удвоилась между первым и вторым сезоном. The Hub сообщил, что «Hearts and Hooves Day», эпизод на тему Дня святого Валентина, который транслировался на 11 февраля 2012 года (в США), в середине второго сезона, был самым популярным эпизодом сериала. Но этот рекорд был побит эпизодом, «A Canterlot Wedding», трансляция которого велась в апреле 2012 года (в США).

## Рекламная кампания
В январе 2012 года в сети ресторанов быстрого питания McDonald’s в состав набора «Хэппи Мил» входила фигурка одного из персонажей сериала.

## Критика
В общем — шоу получило положительные отзывы от критиков. Todd VanDerWerff из AV Club дал сериалу оценку B+.
Liz Ohanesian, для LA Weekly, сказала, что шоу «Искренни в своём сообщении о дружбе, но оно не воспринимается всерьёз».
Мультсериал победил в номинации «Лучший Анимационный Сериал» 2012 года на крупном зарубежном сайте TV.com, набрав 5 092 613 голосов с отрывом от второго места (Аватар: Легенда о Корре) в 4,5 млн голосов.
Дружба — это чудо был номинирован на три награды Лео за анимацию, «Лучшую программу», «Лучшее направление» и «Лучший общий звук». Кроме того, песни «Пони, которую должны знать все» (из 9 серии 2 сезона «Пони из высшего общества») и «Пусть лучший победит! (песня)» (из 7 серии 2 сезона «Пусть лучший победит»), оба написанные Дэниелом Ингрэмом, были номинированы, но не выиграли, за категорию «Выдающаяся оригинальная песня — детская и анимационная» на 39-й дневной премии Эмми в области искусств. Марсель Дюперро, Тодд Араки, Джейсон Фредриксон и Адам МакГи получили награду Лео 2014 года за работу над «Суперпони» в категории «Лучший общий звук в анимационной программе или сериале» 1 июня 2014 года. Он также номинировался на премию «Хьюго» за лучшую постановку для малых форм в 2016 году.

### Награды и номинации
| Год  | Награды                        | Категория                                                                                                   | Номинант(ы) | Результат |
| ---- | ------------------------------ | --- | --- | --------- |
| 2012 | Behind the Voice Actors Awards | Best Female Lead Vocal Performance in a Television Series                                                   | Андреа Либман (Пинки Пай) | Номинация |
| 2012 | Behind the Voice Actors Awards | Best Vocal Performance by a Child                                                                           | Клер Корлетт (Крошка Белль) | Номинация |
| 2012 | Behind the Voice Actors Awards | Best Vocal Performance by a Child                                                                           | Мишель Кребер (Эппл Блум) | Номинация |
| 2012 | Behind the Voice Actors Awards | Best Vocal Performance in a Television Series in a Guest Role                                               | Джон де Ланси (Дискорд) | Номинация |
| 2012 | Behind the Voice Actors Awards | People’s Choice: Best Female Lead Vocal Performance in a Television Series                                  | Андреа Либман (Пинки Пай) | Победа    |
| 2012 | Behind the Voice Actors Awards | People’s Choice: Best Vocal Performance by a Child                                                          | Мишель Кребер (Эппл Блум) | Победа    |
| 2012 | Behind the Voice Actors Awards | People’s Choice: Best Vocal Performance in a Television Series in a Guest Role                              | Джон де Ланси (Дискорд) | Победа    |
| 2012 | Daytime Emmy Awards            | Outstanding Original Song — Children’s and Animation                                                        | Даниэль Ингрэм — «Пони, которую должны знать все» | Номинация |
| 2012 | Daytime Emmy Awards            | Outstanding Original Song — Children’s and Animation                                                        | Даниэль Ингрэм — «Пусть лучший победит! (песня)» | Номинация |
| 2012 | Leo Awards                     | Best Animation Program or Series                                                                            | Джейсон Тиссен, Джеймс Вуттон, Сара Уолл, Крис Бартлман, Блэр Питерс и Кирстен Ньюлендс                                                              | Номинация |
| 2012 | Leo Awards                     | Best Direction in an Animation Program or Series                                                            | Джейсон Тиссен, Джеймс Вуттон | Номинация |
| 2012 | Leo Awards                     | Best Overall Sound in an Animation Program or Series                                                        | Марсель Дюперро, Тодд Араки, Джейсон Фредериксон, Адам МакГи                                                                                         | Номинация |
| 2013 | Behind the Voice Actors Awards | Best Vocal Ensemble in a Television Series — Children’s/Educational                                         | Эшли Болл, Табита Сен-Жермен, Тара Стронг, Андреа Либман, Кэти Уэслак, Николь Оливер, Мишель Кребер, Мадлен Питерс, Клер Корлетт и Питер Нью         | Номинация |
| 2013 | Behind the Voice Actors Awards | Best Female Vocal Performance by a Child                                                                    | Клер Корлетт (Крошка Белль) | Номинация |
| 2013 | Behind the Voice Actors Awards | Best Male Vocal Performance in a Television Series in a Guest Role                                          | Скотт МакНил (Флэм) | Номинация |
| 2013 | Behind the Voice Actors Awards | Best Female Vocal Performance in a Television Series in a Guest Role                                        | Бритт Маккиллип (принцесса Каденс) | Номинация |
| 2013 | Behind the Voice Actors Awards | People’s Choice: Best Vocal Ensemble in a Television Series — Children’s/Educational                        | Эшли Болл, Табита Сен-Жермен, Тара Стронг, Андреа Либман, Кэти Уэслак, Николь Оливер, Мишель Кребер, Мадлен Питерс, Клер Корлетт и Питер Нью         | Победа    |
| 2013 | Behind the Voice Actors Awards | People’s Choice: Best Female Vocal Performance by a Child                                                   | Клер Корлетт (Крошка Белль) | Победа    |
| 2013 | Behind the Voice Actors Awards | People’s Choice: Best Female Vocal Performance in a Television Series in a Guest Role                       | Бритт Маккиллип (принцесса Каденс) | Победа    |
| 2013 | Leo Awards                     | Best Musical Score in an Animation Program or Series                                                        | Даниэль Ингрэм, Стеффан Эндрюс (за эпизод «Загадочное волшебное лекарство»)                                                                          | Победа    |
| 2013 | Leo Awards                     | Best Overall Sound in an Animation Program or Series                                                        | Марсель Дюперро, Тодд Араки, Джейсон Фредериксон, Адам МакГи (за эпизод «Неспящие в Понивилле»)                                                      | Номинация |
| 2014 | Behind the Voice Actors Awards | Best Vocal Ensemble in a Television Series — Children’s/Educational                                         | Эшли Болл, Табита Сен-Жермен, Тара Стронг, Андреа Либман, Кэти Уэслак, Николь Оливер, Мишель Кребер, Мадлен Питерс, Клер Корлетт и Питер Нью         | Номинация |
| 2014 | Behind the Voice Actors Awards | Best Female Vocal Performance in a Television Series in a Guest Role                                        | Эллен Кеннеди (Мэйн-як) | Номинация |
| 2014 | Behind the Voice Actors Awards | People’s Choice: Best Vocal Ensemble in a Television Series — Children’s/Educational                        | Эшли Болл, Табита Сен-Жермен, Тара Стронг, Андреа Либман, Кэти Уэслак, Николь Оливер, Мишель Кребер, Мадлен Питерс, Клер Корлетт и Питер Нью         | Победа    |
| 2014 | Behind the Voice Actors Awards | People’s Choice:Best Female Vocal Performance in a Television Series in a Guest Role                        | Эллен Кеннеди (Мэйн-як) | Победа    |
| 2014 | Joey Awards                    | Young Actress Age 10-19 in a Voice Over Role                                                                | Мишель Кребер (Эппл Блум) | Победа    |
| 2014 | Leo Awards                     | Best Musical Score in an Animation Program or Series                                                        | Даниэль Ингрэм, Стеффан Эндрюс (за эпизод «Гордость Пинки»)                                                                                          | Номинация |
| 2014 | Leo Awards                     | Best Overall Sound in an Animation Program or Series                                                        | Марсель Дюперро, Тодд Араки, Джейсон Фредериксон, Адам МакГи                                                                                         | Победа    |
| 2014 | Shorty Awards                  | Best TV Show                                                                                                | Дружба — это чудо | Номинация |
| 2015 | Behind the Voice Actors Awards | Best Vocal Ensemble in a Television Series — Comedy/Musical                                                 | Эшли Болл, Андреа Либман, Табита Сен-Жермен, Тара Стронг, Кэти Уэслак                                                                                | Номинация |
| 2015 | Behind the Voice Actors Awards | Best Female Lead Vocal Performance in a Television Series — Comedy/Musical                                  | Андреа Либман (Пинки Пай) | Номинация |
| 2015 | Behind the Voice Actors Awards | Best Female Lead Vocal Performance in a Television Series — Comedy/Musical                                  | Табита Сен-Жермен (Рарити) | Номинация |
| 2015 | Behind the Voice Actors Awards | Best Male Vocal Performance in a Television Series in a Supporting Role — Comedy/Musical                    | Джон де Ланси (Дискорд) | Номинация |
| 2015 | Behind the Voice Actors Awards | Best Female Vocal Performance in a Television Series in a Supporting Role — Comedy/Musical                  | Кэти Уэслак (Спайк) | Номинация |
| 2015 | Behind the Voice Actors Awards | Best Male Vocal Performance in a Television Series in a Guest Role — Comedy/Musical                         | Странный Эл Янкович (Чиз Сэндвич) | Номинация |
| 2015 | Behind the Voice Actors Awards | People’s Choice: Best Vocal Ensemble in a Television Series — Comedy/Musical                                | Эшли Болл, Андреа Либман, Табита Сен-Жермен, Тара Стронг, Кэти Уэслак                                                                                | Победа    |
| 2015 | Behind the Voice Actors Awards | People’s Choice: Best Male Vocal Performance in a Television Series in a Supporting Role — Comedy/Musical   | Джон де Ланси (Дискорд) | Победа    |
| 2015 | Behind the Voice Actors Awards | People’s Choice: Best Female Vocal Performance in a Television Series in a Supporting Role — Comedy/Musical | Кэти Уэслак (Спайк) | Победа    |
| 2015 | Behind the Voice Actors Awards | People’s Choice: Best Male Vocal Performance in a Television Series in a Guest Role — Comedy/Musical        | Странный Эл Янкович (Чиз Сэндвич) | Победа    |
| 2015 | The Joey Awards                | Best Female Voiceover Performance (age 12-17)                                                               | Мишель Кребер (Эппл Блум) | Победа    |
| 2016 | Behind the Voice Actors Awards | Best Female Vocal Performance in a Television Series in a Guest Role                                        | Кадзуми Эванс (Мундэнсер) | Номинация |
| 2016 | Daytime Emmy Awards            | Outstanding Original Song                                                                                   | Даниэль Ингрэм и Эми Китинг Роджерс (за песню «The Magic Inside»)                                                                                    | Номинация |
| 2016 | Hugo Awards                    | Лучшая драматическая постановка, Малая форма                                                                | «Карта знаков отличия Часть 1 и 2» — Джейсон Тиссен и Джим Миллер (режиссёры), Скотт Соннеборн, М. А. Ларсон и Меган Маккарти (сценаристы)           | Номинация |
| 2016 | Leo Awards                     | Best Musical Score in an Animation Program or Series                                                        | Даниэль Ингрэм (за эпизод «В поисках утраченного знака»)                                                                                             | Победа    |
| 2016 | Leo Awards                     | Best Sound in an Animation Program or Series                                                                | Марсель Дюперро, Тодд Араки, Джейсон Фредриксон, Кирк Фурнисс, Адам МакГи, Кристин Черч, Роджер Монк (за эпизод «Снятся принцессам волшебные овцы?») | Победа    |
| 2016 | Leo Awards                     | Best Performance in an Animation Program or Series                                                          | Эшли Болл за «Спасибо Танку за воспоминания» (Радуга Дэш и Эпплджек)                                                                                 | Номинация |
| 2016 | Young Artist Awards            | Best Performance in a Voice-Over Role — Young Actor (12 — 21)                                               | Грэм Верчир (Пипсквик) | Победа    |
| 2016 | Young Entertainer Awards       | Best Young Actor Voice Over Role 13-21                                                                      | Грэм Верчир (Пипсквик) | Номинация |
| 2017 | Leo Awards                     | Best Musical Score in an Animation Program or Series                                                        | Даниэль Ингрэм (за эпизод «День очага») | Номинация |
| 2017 | Leo Awards                     | Best Sound in an Animation Program or Series                                                                | Тодд Араки, Кристин Черч, Марсель Дюперро, Джейсон Фредриксон, Адам МакГи и Роджер Монк (за эпизод «28 розыгрышей спустя»)                           | Победа    |
| 2017 | Behind the Voice Actors Awards | Best Female Vocal Performance in a Television Series in a Supporting Role                                   | Келли Шеридан за «День очага» (Старлайт Глиммер) | Номинация |
| 2017 | Behind the Voice Actors Awards | Best Female Vocal Performance in a TV Special/Direct-to-DVD Title or Short                                  | Ребекка Шойкет за Девочки из Эквестрии. Легенды вечнозелёного леса (Сансет Шиммер)                                                                   | Победа    |
| 2017 | UBCP/ACTRA Awards              | Best Voice                                                                                                  | Андреа Либман за «Друзья навеки» (Пинки Пай) | Номинация |
| 2017 | UBCP/ACTRA Awards              | Best Voice                                                                                                  | Николь Оливер за «Королевская проблема» (Принцесса Селестия / Дэйбрейкер)                                                                            | Номинация |
| 2017 | UBCP/ACTRA Awards              | Best Voice                                                                                                  | Винсент Тонг за «Сложно что-то сказать» (Фезер Бэнгс)                                                                                                | Номинация |
| 2018 | Leo Awards                     | Best Sound in an Animation Program or Series                                                                | Тодд Араки, Кристин Черч, Марсель Дюперро, Джейсон Фредриксон, Кирк Фурнисс, Адам Макги и Роджер Монк (за эпизод «Борьба теней. Часть 2»)            | Номинация |
| 2018 | Leo Awards                     | Best Voice Performance in an Animation Program or Series                                                    | Винсент Тонг (Фезер Бэнгс, за эпизод «Сложно что-то сказать»)                                                                                        | Номинация |
| 2019 | Leo Awards                     | Best Voice Performance in an Animation Program or Series                                                    | Эшли Болл (Радуга Дэш, за эпизод «Никакого соперничества»)                                                                                           | Номинация |
| 2019 | UBCP/ACTRA Awards              | Best Voice                                                                                                  | Санни Уэстбрук за «Друзья-враги» (Кози Глоу) | Номинация |

## Песни в мультсериале
Всего в течение девяти сезонов в сериале было представлено 107 оригинальных песен, не считая главной темы «Friendship Is Magic» и песен из фильма «My Little Pony в кино» 2017 года. Почти все песни, представленные в шоу, были написаны Дэниелом Ингрэмом. Он также стал главным автором текстов песен шоу, начиная со второго сезона; другие известные авторы текстов включают Эми Китинг Роджерс, М.А. Ларсона и шоураннера сериала Меган Маккарти. Тексты песен часто написаны или сонаписаны с сценаристом эпизода, в котором они исполнены.

## Спин-офф
13 ноября 2019 года было объявлено о выпуске спин-оффа сериала под названием «My Little Pony: Pony Life». Премьера состоялась 7 ноября 2020 года на телеканале Discovery Family с новыми игрушками, которые были представлены вместе с шоу. Новый сериал основан на тех же персонажах, но с новым анимационным стилем и фокусируется на сюжете в стиле жанра «Кусочек жизни». Тара Стронг, Эшли Болл, Табита Сен-Жермен, Андреа Либман и Кэти Уэслак вернулись, чтобы повторить свои роли из «Дружба — это чудо».

## Заметки
1. ↑  Главный композитор для эпизодов «Загадочное волшебное лекарство» в 3-м сезоне, «Гордость Пинки» в 4-м сезоне, «В поисках утраченного знака» в 5-м сезоне и «День очага» в 6-м сезоне.
2. ↑  Главный композитор для эпизодов «Загадочное волшебное лекарство» в 3-м сезоне и «Гордость Пинки» в 4-м сезоне.
3. ↑  Главный композитор для эпизода «День очага» в 6-м сезоне и предоставил дополнительную музыку для эпизода «В поисках утраченного знака» в 5-м сезоне.
4. ↑  Итого 222 серии
5. ↑  Ранее известная как Hasbro Studios[5]
6. ↑  До 13 октября 2014 года был известен как The Hub/Hub Network[6]
7. ↑  Pitch bible — документ-изложение идей относительно нового шоу, его действующих лиц и среды, который предлагается телесетям для рассмотрения и принятия решения о производстве.
8. ↑  (с конца 3 сезона, аликорн, принцесса)
9. ↑  В основном, в русском переводе используется сокращенный вариант Радуга, полное имя употребляется редко. Мы можем услышать его в обращении Искорки к пегаске при первой встрече (1 серия 1 сезона). Наиболее часто оно звучало в седьмой серии третьего сезона, а также в полнометражном мультфильме.